# ТЕС Ахлон (Toyo Thai)
16°46′43″ пн. ш. 96°7′51″ сх. д. / 16.77861° пн. ш. 96.13083° сх. д.
ТЕС Ахлон (Toyo Thai) – теплова електростанція в головному економічному центрі М’янми місті Янгоні, споруджена компанією Toyo Thai Power.
У 2013 році на майданчику станції став до ладу парогазовий блок комбінованого циклу потужністю 121 МВт, в якому дві газові турбіни живлять через відповідну кількість котлів-утилізаторів одну парову турбіну.
Як паливо станція використовує природний газ, що може надходити до Янгону по трубопроводах Ядана – Янгон, Канбаук – Янгон та А'пяук – Янгон.
Наприкінці 2010-х власник станції оголосив про намір спорудити на тут ще один парогазовий блок потужністю 388 МВт. Втім, реалізація цього проєкту залежить від стабільності ситуації у М’янмі, в якій у 2021 році відбувся черговий військовий переворот і розпочалась економічна криза.
Можливо відзначити, що електростанція Ахлон компанії Toyo Thai Power розташована біч-о-біч з майданчиками, на яких працюють державна ТЕС Ахлон та ТЕС Ахлон від компанії ITS.